# Syphon Filter
Syphon Filter – seria gier komputerowych z gatunku strzelanek trzecioosobowych, wydanych przez przedsiębiorstwo Sony Computer Entertainment. W serii Syphon Filter gracz wciela się w członka tajnej organizacji, której misją jest zapobieganie terroryzmowi.
Pierwszą część serii stanowiła tytułowa gra z 1999 roku, porównywana przez media do Metal Gear Solid. Pojawiła się ona także na PlayStation Classic. Wśród kontynuacji pierwowzoru znalazły się Syphon Filter 2 (2000), Syphon Filter 3 (2001), Syphon Filter: The Omega Strain (2006), Syphon Filter: Dark Mirror (2006), Syphon Filter: Logan's Shadow (2007) i Syphon Filter: Combat Ops (2007).